# Josef Vondruška (Dichter)
Josef Vondruška (* 18. April 1952 in Bohušovice nad Ohří; † 28. Dezember 2014 in Prag) war ein tschechischer Dichter, Romancier und Musiker. Im Januar 1977 unterzeichnete er die Charta 77. Er schrieb eine Chronik der Gruppe The Plastic People of the Universe. Er spielte auch mit der Gruppe Umělá hmota. 1980 wanderte er nach Österreich und anschließend nach Sydney, Australien aus. 1992 kehrte er in die Tschechische Republik zurück.

## Leben

### Jugend
Er wurde 1952 in Bohušovice nad Ohří in der Familie eines Böttchers geboren. Ab 1961 lebte er in Prag, im Bezirk Vyšehrad des Bezirks Prag 2. Er schloss 1967 die Grundschule ab und absolvierte in den Jahren 1967–1969 eine Ausbildung zum Zimmermaler. Nach seiner Lehre arbeitete er in Arbeiterberufen. Im Januar 1977 unterzeichnete er die Charta 77.

### Auswanderung
1980 emigrierte er über Österreich nach Sydney, Australien, wo er als Fabrikarbeiter arbeitete. Nach der Samtenen Revolution kehrte er 1992 in die Tschechoslowakei zurück.

### Späterer Zeitpunkt
Später arbeitete er an der Akademie der bildenden Künste in Prag als Hilfsarbeiter und Träger. In seiner Freizeit widmete er sich neben der Literatur auch dem künstlerischen Schaffen, insbesondere der Collagetechnik.